# Župnija Tolmin
Župnija Tolmin je rimskokatoliška teritorialna župnija dekanije Tolmin škofije Koper.

## Zgodovina
Župnija je bila od njenega začetka v 9./10. stoletju do leta 1297 patriarhova lastniška župnija, saj je tu bil od sredine 11. stol. pa do 15. stol. letni sedež (Curia minor) Oglejskih patriarhov. Župnija je bila v času od 1297 do 1782 v sklopu Tolminskega arhidiakonata (arhidiakonata in montibus) pod upravo Čedadskega kapitlja, zatem pod Goriško nadškofijo, ki je bila ustanovljena ob razpustitvi Oglejskega patriarhata 1750. Kot (nad)župnija in sedež dekanije je bila do leta 1947 pod Goriško nadškofijo, z vzpostavitvijo Apostolske administrature za Slovensko Primorje v Novi Gorici je postala njen sestavni del do leta 1977, ko je bila pripojena ponovno ustanovljeni in povečani Koprski škofiji.

## Sakralni objekti
- cerkev Marijinega vnebovzetja - župnijska cerkev
- - podružnica

Od 1. januarja 2018  :
- - podružnica

### Opisi
- Župnijska cerkev (EŠD 4065),]] od leta 1687 župnijska, v preteklosti romarska in patriarhova (arhidiakonova) cerkev - duomo. Sedanja cerkev je bila pozidana 1682 na mestu predhodne gotske in še starejše romanske cerkve. Renesančno enoladijsko cerkev  je leta 1786 barokiziral mojster Franc Volk iz Ajdovščine, takrat je bila tudi opremljena z oltarji razpuščenega samostana klaris v Gorici.  Na glavnem oltarju sta poleg lesene sohe Marije na Ilovici iz 15/16. stol.  omembe vredna tudi kiparsko razgibani marmornati baročni tabernakelj in rokokojska oltarna menza. V cerkvi so od leta 1968 vitraji Staneta Kregarja. Križev pot ter druge stropne in stenske poslikave Tomaža Perka so nastale med leti 1981-2000. Leta 2000 so bila končana večja popotresna obnovitvena dela.
- cerkev sv. Brikcija, Volarje (EŠD 4066). Prvotni romanski cerkvi iz prehoda 12. v 13. stol. je stavbenik Andrej iz Loke leta 1457 prizidal gotski prezbiterij zgotskim zvezdastim obokom in figuralnimi sklepniki, ki ga je Jernej iz Loke poslikal v prvi četrtini 16. stol. Med poslikavami na stenaha prezbiterija izstopata upodobljeni legendi sv. Brikcija - škofa iz Toursa in sv. Brikcija -  plemiča z Danskega. Leta 1888 je bila cerkev prezidana in povečana, po furlanskem potresu 1976 je bila statično utrjena. Znova so jo utrdili po velikonočnem potresu iz leta 1998. Med konservatorskimi posegi so bile v cerkveni ladji odkrite sledi kakovostne furlanske poslikave iz začetka 15. stol. in tudi sledi starejše romanske arhitekture in poslikav.
- cerkev sv. Duha, Zatolmin (EŠD 200), je spomenik državnega pomena. Zgrajena in opremljena je bila po načrtih Remigiusa Geylinga z Dunaja. Postavili so jo leta 1916 sredi vihre I. svetovne vojne. Rezbarska dela oltarja je izdelal Anton Perathoner iz St. Ulricha - Ortisei na Južnem Tirolskem. Na zunanjih medokenskih poljih upodobljeni grbi predstavljajo dežele Avstro - Ogrskega cesarstva, na lesenih ploščah v notranjosti cerkvene ladje so izpisana imena, do novembra 1916, na bližnjih pobočjih padlih vojakov in so kot simbolični podpisi nikoli zastarele 'mirovne peticije'. Cerkev je bila prvič temeljito obnovljena leta1934 v času italijanske zasedbe Primorske in ponovno med letoma 1980 - 1981. Med leti 2004 - 2005 so bila ponovno izvedena temeljita obnovitvena dela pri odpravi poškodb, ki jih je cerkev utrpela v Velikonočnem potresu leta 1998. Zaradi arhitekturno likovne posebnosti in velike miroljubne sporočilosti je bila crkev Sv. Duha v Javorci leta 2007 vpisana na seznam Evropske kulturne dediščine, decembra 2017 pa je prejela prestižni Znak evropske dediščine kot drugi spomenik v Sloveniji.
- Temelji cerkve sv. Ivana na Čemanovi buli, Tolmin (EŠD 18084) domnevno pripadajo krstni cerkvi tolminske župnije. Opuščena in porušena je bila v času Jožefa II. v drugi polovici 18. stol.
- cerkev sv. Marka, Žabče (EŠD 4070). Prvotna cerkev iz preloma 11./12.stoletja je bila večkrat prezidana. Pod gotskim prezbiterjem iz 15. stol., domnevnim delom Andreja iz Loke, sta bila pri celoviti obnovi cerkve leta 2003 odkrita dva starejša romanska prezbiterija. Leta 1758 je bila cerkev močno preurejena v baročnem slogu in opremljena z zlatimi oltarji 'kobariške delavnice'. Od leta 1949 povsem razdejane cerkve so se ohranile lesene oltarne plastike, ki so ponovno našle svoj prvotni dom leta 1994 v gotskem slogu obnovljeni cerkvi.
- cerkev sv. Mihaela, Ljubinj - 'stara cerkev' na Mirih (EŠD 4067) domnevno izhaja še iz postlangobardskega časa v 7./8. stol. Sredi petdesetih let 18. stol. je bila opuščena. Leta 2002 je bila na osnovi ohranjenih ruševin obnovljena v gotskem slogu.
- cerkev sv. Mihaela, Ljubinj - 'nova cerkev' (EŠD 27646), je bila sezidana leta 1760 v tedaj prevladujočem baročnem slogu. Poznejše a secco stropne poslikave iz medvojnega časa so delo podobarja Franca Lebana - Valjavca iz Tolmina. Na severni zunanji steni cerkve obešeno kovinsko Razpelo je iz  nekdanjega začasnega vojaškeaga pokopališča  I. svetovne vojne na planini Lom.
- cerkev sv. Petra, Zatolmin (EŠD 4068)  se nahaja na prostoru starejše gotske in romanske predhodnice. V baroku je bil najprej leta 1710  preurejen prezbiteriji, nato leta 1752 še preostali del cerkve. Od nekdanjih dveh zlatih oltarjev 'Kobariške delavnice', ki so bili odstranjeni v 19. stol. so ohranjene štiri lesene sohe. Pri obnovi cerkvene strehe je bila najdena spolja z upodobitvijo apostolove glave, ki je kakovostno delo nekdanje cerkvene poslikave furlanskega mojstra. Pod stropnim beležem cerkvene ladje pa so prekrite  a secco poslikave iz medvojnega časa delo podobarja Franca Lebana - Valjavca iz Tolmina.
- cerkev Sv. Trojice, Kamno (EŠD 3737) iz leta 1873 je dvoranskega tipa. Med 'Furlanskim potresom' 1976 so bile delno uničene stenske poslikave Clementa Del Nerija iz Gorice, stranska oltarja sta opremljena s slikama olje na platno delo podobarja Jurija Tavčarja iz Idrije. Od ustanovitve samostojne župnije leta 1943 pa do njene ponovne pripojitve tolminski leta 2017 je bila župnijska cerkev.
- cerkev sv. Urha, Tolmin (EŠD 4069) prvotno sv. Martina (vsaj do 1278) do leta 1687 župnijska. Sedanja romanska ladja z gotskim prezbiterijem kranjske delavnice iz leta 1470 stoji na mestu predhodne starejše cerkve iz 9./10. stol. V poljih med rebri gotskega zvezdastega oboka prezbiterija z dovršenimi kamnoseško figuralnimi sklepniki, so kakovostne poslikave severnjaške delavnice iz 1472, ki so fragmentarno ohranjene še na južni steni in triosminskem zaključku prezbiterija. Cerkev je bila 1880 barokizirana, med 1. svetovno vojno poškodovana cerkvena ladja je bila po vojni obnovljena v prvotnem romanskem slogu. Leta 2012 so bila ob izvedbi del popotresne obnove ob temeljih prezbiterija najdene dragocene najdbe iz časa ketlaške kulture.